# Рузичи, Вирджиния
Вирджиния Рузичи (рум. Virginia Ruzici; род. 31 января 1955, Кымпия-Турзи) — румынская теннисистка. Бывшая восьмая ракетка мира в одиночном разряде, победительница Открытого чемпионата Франции 1978 года в одиночном и женском парном разряде.

## Спортивная карьера
Вирджиния Рузичи начала играть в теннис в 8 лет. Её первыми тренерами были Аурел Сегарчан и Штефан Георгеску (последний занимался с ней индивидуально). Рузичи стала чемпионкой Румынии уже в 13-летнем возрасте, а в 18 лет дебютировала в сборной Румынии в Кубке Федерации и дошла с ней до полуфинала Мировой группы. В четырёх матчах за сборную этого сезона Рузичи одержала четыре победы, в том числе принеся команде единственное очко в проигранном полуфинальном матче против действующих чемпионок — сборной ЮАР. В дальнейшем благодаря упорству тогдашнего президента Федерации тенниса Румынии Николае Стана ей, как и нескольким другим ведущим румынским теннисистам, удалось получить статус профессионала несмотря на то, что в стране был социалистический режим. Рузичи выступала как профессионал с 1975 года и уже через два года вошла в двадцатку сильнейших теннисисток мира, в которой в дальнейшем оставалась вплоть до 1983 года.
Хотя за 1974—1977 годы Рузичи выиграла несколько второстепенных открытых турниров как в одиночном, так и в парном разряде, её звёздный час наступил только в 1978 году. Грунтовый сезон в этом году сложился для неё успешно: она подряд дошла до финала в престижных Открытых чемпионатах Германии и Италии, где её остановили другие представительницы Восточной Европы — югославка Мима Яушовец и чехословацкая теннисистка Регина Маршикова, а в парном разряде, выступая с Яушовец, она выиграла оба этих турнира. На Открытом чемпионате Франции Яушовец и Рузичи уже были посеяны соответственно под первым и вторым номерами и, успешно преодолев весь путь до финала, встретились в матче за чемпионское звание. Румынка выиграла этот матч с убедительным счётом 6-2, 6-2. В паре Яушовец и Рузичи также были посеяны первыми и доказали своё превосходство, завоевав совместное чемпионское звание. Рузичи дошла на этом турнире до финала и в миксте, где её партнёром был хозяин корта Патрис Домингез. Через несколько недель Рузичи и Яушовец дошли до финала женского парного турнира на Уимблдоне, где, в отличие от игравшегося на грунте Открытого чемпионата Франции, были посеяны только седьмыми, и проиграли четвёртой сеяной паре Керри Мелвилл-Рейд-Венди Тёрнбулл. В одиночном разряде Рузичи, посеянная под 13-м номером, проиграла в четвертьфинале третьей ракетке мира, австралийке Ивонн Гулагонг. В продолжение сезона Рузичи стала победительницей Открытых чемпионатов Швейцарии и Австрии в одиночном разряде. Хотя Рузичи не единственная румынская теннисистка, побывавшая в женском одиночном финале турнира Большого шлема (за год до неё в финале Открытого чемпионата Франции играла Флоренца Михай, а в 2014 году — Симона Халеп), она остаётся единственной представительницей Румынии, выигравшей такой турнир. Рузичи также единственная представительница румынского женского тенниса в Теннизеуме (музее тенниса при спортивном комплексе «Ролан Гаррос»); компанию ей составляют два представителя румынского мужского тенниса — Илие Настасе и Ион Цириак.
В начале 1979 года Рузичи и Яушовец приняли участие в Avon Championships — итоговом турнире WTA для сильнейших теннисисток мира, но проиграли стартовый матч будущим чемпионкам — Франсуазе Дюрр и Бетти Стове. В мае Рузичи поднялась в одиночном рейтинге WTA до восьмого места, став первой в истории Румынии теннисисткой в первой десятке WTA, а затем во второй раз подряд проиграла в финале Открытого чемпионата Франции в смешанных парах. В 1980 году она сыграла свой пятый и последний финал на Открытом чемпионате Франции, проиграв в одиночном разряде первой ракетке мира Крис Эверт. За свою профессиональную карьеру Рузичи выиграла более чем по десятку международных турниров в одиночном и парном разрядах, став в том числе четырёхкратной чемпионкой Австрии и двукратной — Швейцарии и Швеции, а в парном разряде — двукратной чемпионкой Италии. До 1983 года она выступала за сборную Румынии, несколько раз подряд дойдя с ней до четвертьфинала Мировой группы, а в общей сложности принеся ей 25 очков в 38 встречах (в том числе 14 из 21 в одиночном разряде). Игровая карьера Рузичи завершилась в 1987 году.
С 1984 года Вирджиния Рузичи проживает в Париже. По окончании игровой карьеры в 1987 году она на протяжении многих лет была теннисным комментатором на канале Eurosport и французских национальных телеканалах. Позже Рузичи начала карьеру спортивного менеджера, начав сотрудничать с новой восходящей звездой румынского тенниса, Симоной Халеп, когда та выиграла Открытый чемпионат Франции среди девушек, и помогла ей войти в десятку лучших теннисисток мира.

## Стиль игры
Вирджиния Рузичи особенно успешно играла с задней линии, что предопределило её успехи именно на грунтовых кортах. Её бывший партнёр в миксте, француз Патрис Домингез, находит много общего в манере игры Рузичи и её подопечной Симоны Халеп. Обе они, по словам Домингеза, отлично двигаются по корту, у обеих мощный удар открытой ракеткой, и даже подача, бывшая слабым местом у Рузичи, хромает и у Халеп.

## Финалы турниров Большого шлема за карьеру

### Одиночный разряд (1+1)
| Результат | Год  | Турнир                     | Покрытие | Соперница в финале | Счёт в финале |
| --------- | ---- | -------------------------- | -------- | ------------------ | ------------- |
| Победа    | 1978 | Открытый чемпионат Франции | Грунт    | Мима Яушовец       | 6-2, 6-2      |
| Поражение | 1980 | Открытый чемпионат Франции | Грунт    | Крис Эверт         | 0-6, 3-6      |

### Женский парный разряд (1+1)
| Результат | Год  | Турнир                     | Покрытие | Партнёрша    | Соперницы в финале                | Счёт в финале  |
| --------- | ---- | -------------------------- | -------- | ------------ | --------------------------------- | -------------- |
| Победа    | 1978 | Открытый чемпионат Франции | Грунт    | Мима Яушовец | Гейл Ловера Лесли Тёрнер-Боури    | 5-7, 6-4, 8-6  |
| Поражение | 1978 | Уимблдонский турнир        | Трава    | Мима Яушовец | Керри Мелвилл-Рейд Венди Тёрнбулл | 6-4, 8-98, 3-6 |

### Смешанный парный разряд (0+2)
| Результат | Год  | Турнир                         | Покрытие | Партнёр         | Соперники в финале           | Счёт в финале |
| --------- | ---- | ------------------------------ | -------- | --------------- | ---------------------------- | ------------- |
| Поражение | 1978 | Открытый чемпионат Франции     | Грунт    | Патрис Домингез | Рената Томанова Павел Сложил | 6-7 — отказ   |
| Поражение | 1979 | Открытый чемпионат Франции (2) | Грунт    | Ион Цириак      | Венди Тёрнбулл Боб Хьюитт    | 3-6, 6-2, 3-6 |

## Титулы в профессиональных турнирах за карьеру

### Одиночный разряд (16)
| №   | Дата             | Турнир                                  | Покрытие | Соперница в финале  | Счёт в финале    |
| --- | ---------------- | --------------------------------------- | -------- | ------------------- | ---------------- |
| 1.  | 12 мая 1974      | Штутгарт, ФРГ                           |          | Алена Палмеова-Уэст | 3-6, 6-4, 7-5    |
| 2.  | 24 августа 1975  | Ориндж, Нью-Джерси, США                 |          | Мариана Симьонеску  | 6-1, 6-1         |
| 3.  | 1 октября 1977   | Палм-Харбор, Флорида, США               |          | Лора Дюпон          | 4-6 6-4 6-2      |
| 4.  | 11 июня 1978     | Открытый чемпионат Франции, Париж       | Грунт    | Мима Яушовец        | 6-2, 6-2         |
| 5.  | 16 июля 1978     | Открытый чемпионат Швейцарии, Гштад     | Грунт    | Петра Деле          | 6-2, 6-2         |
| 6.  | 30 июля 1978     | Открытый чемпионат Австрии, Кицбюэль    | Грунт    | Сильвия Ханика      | 6-4, 6-3         |
| 7.  | 16 октября 1978  | Брайтон, Великобритания                 | Ковёр(i) | Бетти Стове         | 5-7, 6-2, 7-5    |
| 8.  | 13 июля 1980     | Открытый чемпионат Швейцарии (2)        | Грунт    | Сильвия Ханика      | 6-4, 6-3         |
| 9.  | 20 июля 1980     | Открытый чемпионат Швеции, Бостад       | Грунт    | Нина Бом            | 6-2, 7-5         |
| 10. | 27 июля 1980     | Открытый чемпионат Австрии (2)          | Грунт    | Гана Мандликова     | 3-6, 6-1 — отказ |
| 11. | 14 сентября 1980 | Солт-Лейк-Сити, США                     | Хард     | Иванна Мадруга      | 6-1, 6-3         |
| 12. | 18 июля 1982     | Монте-Карло, Монако                     | Грунт    | Бонни Гадусек       | 6-2, 7-6         |
| 13. | 25 июля 1982     | Открытый чемпионат Австрии (3)          | Грунт    | Леа Плхова          | 6-2, 6-2         |
| 14. | 8 августа 1982   | Индианаполис, США                       | Грунт    | Гелена Сукова       | 6-2, 6-0         |
| 15. | 9 октября 1983   | Детройт, США                            | Ковёр(i) | Кэти Джордан        | 4-6, 6-4, 6-2    |
| 16. | 21 июля 1985     | Открытый чемпионат Австрии, Брегенц (4) | Грунт    | Мима Яушовец        | 6-2, 6-3         |

### Парный разряд
| №   | Дата             | Турнир                                 | Покрытие | Партнёрша       | Соперницы в финале                    | Счёт в финале |
| --- | ---------------- | -------------------------------------- | -------- | --------------- | ------------------------------------- | ------------- |
| 1.  | 9 ноября 1974    | Эдинбург, Великобритания               | (i)      | Мима Яушовец    | Ракель Жискар Мария-Исабель Фернандес | 6-4, 4-6, 6-4 |
| 2.  | 24 октября 1976  | Открытый чемпионат Испании, Барселона  | Грунт    | Флоренца Михай  | Мишель Гурдал Натали Фукс             | 6-2, 6-4      |
| 3.  | 21 мая 1978      | Открытый чемпионат Германии, Гамбург   | Грунт    | Мима Яушовец    | Хельга Мастхофф Таня Эббингауз        | 6-4, 5-7, 6-0 |
| 4.  | 28 мая 1978      | Открытый чемпионат Италии, Рим         | Грунт    | Мима Яушовец    | Флоренца Михай Бетси Нагельсен        | 6-2, 2-6, 7-6 |
| 5.  | 11 июня 1978     | Открытый чемпионат Франции, Париж      | Грунт    | Мима Яушовец    | Гейл Ловера Лесли Тёрнер-Боури        | 5-7 6-4 8-6   |
| 6.  | 7 января 1979    | Вашингтон, США                         | Ковёр(i) | Мима Яушовец    | Рене Ричардс Шэрон Уолш               | 4-6, 6-2, 6-4 |
| 7.  | 28 октября 1979  | Тампа, Флорида, США                    | Хард     | Энн Смит        | Илана Клосс Бетти-Энн Стюарт          | 7-5, 4-6, 7-5 |
| 8.  | 16 декабря 1979  | Аделаида, Австралия                    | Трава    | Гана Мандликова | Сью Баркер Пэм Шрайвер                | 6-1, 3-6, 6-2 |
| 9.  | 14 сентября 1980 | Солт-Лейк-Сити, США                    | Хард     | Пэм Тигарден    | Барбара Джордан Джоанна Расселл       | 6-4, 7-5      |
| 10. | 27 октября 1980  | Открытый чемпионат Швеции, Бостад      | Грунт    | Мима Яушовец    | Гана Мандликова Бетти Стове           | 6-2, 6-1      |
| 11. | 9 августа 1981   | Индианаполис, США                      | Грунт    | Джоанна Расселл | Сью Баркер Пола Смит                  | 6-2, 6-2      |
| 12. | 18 июля 1982     | Монте-Карло, Монако                    | Грунт    | Катрин Танвье   | Патрисия Медраду Клаудия Монтейро     | 7-6, 6-2      |
| 13. | 9 мая 1983       | Открытый чемпионат Италии, Перуджа (2) | Грунт    | Вирджиния Уэйд  | Иванна Мадруга Катрин Танвье          | 6-3, 2-6, 6-1 |
| 14. | 8 августа 1983   | Индианаполис (2)                       | Грунт    | Кэтлин Хорват   | Джиджи Фернандес Бет Херр             | 4-6, 7-6, 6-2 |
| 15. | 21 июля 1985     | Открытый чемпионат Австрии, Брегенц    | Грунт    | Мима Яушовец    | Катержина Бёмова Андреа Голикова      | 6-2, 6-3      |